# بدر جاجرمی
بدر جاجَرمی (درگذشتهٔ ۶۸۶ قمری) از شعرای فارسی‌سرای نامدار سده هفتم است.
بدرالدین فرزند عمر، متخلص به بدر و بدر جاجرمی، در جاجرم در خراسان زاده شد. تربیت او در ادب و شعر نیز در خراسان انجام یافت و سپس به امید خدمت نزد بهاءالدین جوینی (درگذشتهٔ ۶۷۸) حاکم اصفهان و عراق به اصفهان رفت. در آنجا با مجدالدین همگر و امامی هروی آشنایی و هم‌نشینی یافت. تذکره‌نویسان از جمله دولتشاه او را شاگرد مجد همگر شمرده‌اند.
ستایشگر اصلی بدرالدین همان بهاءالدین محمد جوینی پسر شمس‌الدین صاحب‌ دیوان جوینی است و قصاید اصلی شاعر در ستایش اوست. اما علاوه بر آنها قصایدی هم در ستایش شمس‌الدین محمد جوینی و برادرش عطاملک جوینی دارد. چنان که از سخنش برمی‌آید تا پایان دوران خاندان جوینی در خدمت آنها بود و در وفات بهاءالدین در سال ۶۷۸ قمری مادهٔ تاریخ سرود.
پسر بدرالدین محمد جاجرمی نیز از فضلای نامدار اواخر سده هفتم و اوایل سده هشتم و نویسنده کتاب مشهور مونس‌الاحرار فی دقایق‌الاشعار است که در آن اشعار نزدیک به دویست تن از بزرگ‌ترین شاعران معاصر پدرش و خودش را آورده است.
دیوان بدر جاجرمی را نزدیک چهار هزار بیت تخمین زده‌اند اما نسخه‌ای از آن در دست نیست. قسمت بزرگی از اشعار او را پسرش در کتاب مونس‌الاحرار آورده است.
بدرالدین را در قصیده‌سرایی پیرو شاعران سدهٔ ششم خراسان دانسته‌اند. اما گرایش او به زیاده‌روی در استفاده از صنایع بدیعی، دستاویزی شده که سخن او در بسیاری جاها از لطافت عاری باشد.